# Jean Moréas

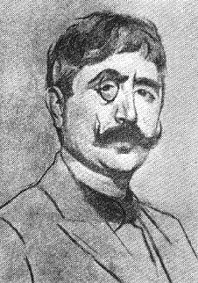
Jean Moréas; portret door Antonio de La Gandara

Jean Moréas, pseudoniem voor Ioannis Papadiamantópoulos (Grieks: Ιωάννης Παπαδιαμαντόπουλος) (Athene, 15 april 1856 – Saint-Mandé, 30 april 1910) was een Grieks schrijver, die echter in Frankrijk tot bloei kwam. Moréas speelde een belangrijke rol in de opkomst van de litteraire stroming symbolisme, waarbij Moreás onder andere gezien wordt als naamgever.
In 1879 vestigde hij zich in Parijs alwaar hij een loopbaan als dichter en schrijver begon. Op 18 september 1886 publiceerde het Parijse blad Le Figaro Moréas' artikel Le Symbolisme (symbolisch manifest). Het artikel vormt een literaire staatsgreep, en wordt gezien als het startpunt van het symbolisme. In zijn artikel wijst Moréas Charles Baudelaire aan als stichter van het symbolisme.

## Werken
- Les Syrtes (1884)
- Cantilènes (1886)
- Le Pèlerin passionné (1891)
- Stances (1893)
- Contes de la vieille France (1904)
- En rêvant sur un album de dessins (1911)

## Over de dichter

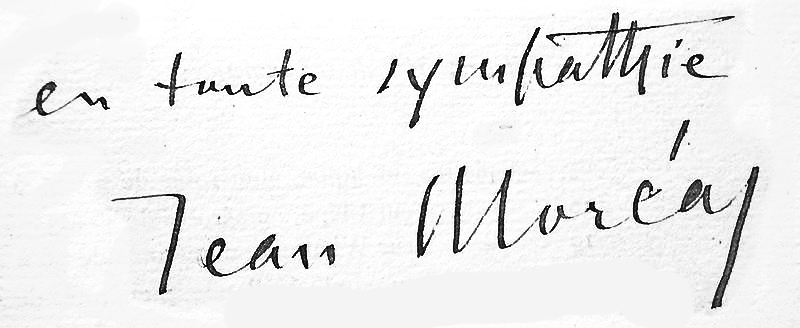
Brief van Jean Moréas

- Jean de Gourmont, Jean Moréas, Paris, 1905
- R. Georgin, Jean Moréas, Paris, 1930
- J. Weber, Jean Moréas u. die französische Tradition, Nuremberg, 1934
- A. Embiricos, Les étapes de Jean Moréas, Lausanne, 1948
- R. Niklaus, Jean Moréas, a critique of his poetry and philosophy, La Haye, 1967
- Robert Jouanny, Moréas, écrivain français, Paris, Lettres modernes, 1969

- Bibsys: 5101815
- Biblioteca Nacional de España: XX1333493
- Bibliothèque nationale de France: cb11916749s (data)
- Catàleg d'autoritats de noms i títols de Catalunya: 981058514419906706
- CiNii: DA02889373
- Digitale Bibliotheek voor de Nederlandse Letteren: more039
- Gemeinsame Normdatei: 11878479X
- International Standard Name Identifier: 0000 0001 0857 2909
- Library of Congress Control Number: n50016865
- Nationale Bibliotheek van Letland: 000063906
- Base Léonore: LH//2044/67
- MusicBrainz: d051ad99-e55b-4aa1-b13f-12fe743eff0d
- Nationale Bibliotheek van Tsjechië: jn19990005830
- Nationale bibliotheek van Australië: 35361830
- Nationale Bibliotheek van Israël: 987007463455005171
- Nationale Bibliotheek van Polen: a0000001238178
- Nederlandse Thesaurus van Auteursnamen: 068319460
- LIBRIS: 78093
- SNAC: w67m32zq
- Système universitaire de documentation: 027037258
- Trove: 925636
- Virtual International Authority File: 49229308
- WorldCat: E39PBJvxpX87g6cTKQK7tyYgKd